# Privilegio dell'esecutivo
Forma di immunità che discende dalla prerogativa regia: è uno degli strumenti che salvaguardano la posizione costituzionale del monarca e del suo governo nei regimi costituzionali puri e che, al giorno d'oggi, tutela il Potere esecutivo nelle forme di governo presidenziale.
Negli Stati Uniti d'America, "l’executive privilege è la facoltà del presidente di non rivelare informazioni, richieste da un altro potere, per esigenze di sicurezza nazionale o per tutelare il principio di confidenzialità" nei rapporti interni all'Amministrazione.

## Storia
Sorto in Inghilterra a tutela dei ministri del re per tutti i casi meno gravi dell’impeachment, si è affermato laddove non esiste rapporto fiduciario tra Parlamento e Governo.
Fa parte degli strumenti immunitari che sono stati usati abbastanza abitualmente dai presidenti degli Stati Uniti in caso di scontri con il Congresso: con la sentenza United States contro Nixon la Corte suprema pose limiti drastici al suo utilizzo, dopo che Richard Nixon oppose il rifiuto iniziale di consegnare alla commissione d’inchiesta del Senato le registrazioni private effettuate nelle sue stanze durante lo Scandalo Watergate; eppure continuò ad essere utilizzato e, ad esempio, il presidente Bill Clinton si appellò ad esso 14 volte a proposito delle inchieste che lo riguardavano.

## In re: Don McGahn
Da ultimo Trump ha ottenuto, in base a tale privilegio, la sottrazione dell'ex componente del suo gabinetto Donald F. McGahn II dall’obbligo di testimoniare dinanzi alle commissioni del Congresso degli Stati Uniti d'America, capovolgendo in appello la decisione, favorevole al Congresso, resa il 25 novembre 2019 dal giudice distrettuale Ketanji Brown Jackson.